# Nigrignano (Divaccia)
Nigrignano (in sloveno Podgrad pri Vremah, in tedesco Schwarzenegg) è un paese della Slovenia, frazione del comune di Divaccia.
La località , che si trova a 548.4 metri s.l.m. ed a 7.9 chilometri dal confine italiano, è situata sul Carso.

A livello storico la località è nota per il Castello di Schwarzenegg, che si trovava sopra il paese (da cui il nome sloveno che letteralmente significa “sotto il castello”).

I principali proprietari del castello furono i patriarchi di Aquileia, che già forse alla fine dell'undicesimo secolo lo costruirono sopra un precedente torrione, dato che già nell'anno 1096 viene menzionato come vassallo di Aquileia il cavaliere Randolf von Schwarzenegg.

## Storia
Dopo la caduta dell'Impero romano d'Occidente, e la parentesi del Regno ostrogoto, a seguito della Guerra gotica (553) promossa dall'imperatore Giustiniano I il suo territorio entrò a far parte dei domini bizantini.

Dopo la calata, nel 568, attraverso la Valle del Vipacco nell'Italia settentrionale dei Longobardi, seguiti poi da popolazioni slave, rimase sotto dominio bizantino. Dopo una parentesi di dominazione longobarda dal 751 ad opera del loro re Astolfo, l'Istria tornò in mano bizantine dal 774.
Annientati i Longobardi, Carlo Magno, re dei Franchi, nel 788 occupò anche l'Istria bizantina inglobandola nel Regnum Italicorum affidato da Carlo al figlio Pipino; nell'803 venne istituita la Marchia Austriae et Italiae che comprendeva il Friuli, la Carinzia, la Carniola e l'Istria. Alla morte di Pipino nell'810, il territorio passò in mano al figlio Bernardo.

Con la morte di Carlo Magno nell'814 la carica imperiale passò a Ludovico I; questi, dopo aver deposto il nipote Bernardo, affidò poi il Regnum Italiae al suo primogenito Lotario, il quale già nel Reichstag 829 a Worms (dopo aver deposto Baldrico, ultimo duca del Friuli, per non aver saputo difendere le frontiere orientali dagli Slavi) divise la divise il vasto ducato carolingio del Friuli in quattro marche: Verona, Friuli, Carniola e Istria (comprendente il Carso e parte della Carniola interna). Da allora il Friuli e L'Istria furono conglobati nella nuova "Marca d'Aquileia" facente parte del Regno d'Italia.
In seguito al Trattato di Verdun, nell'843, il suo territorio entrò a far parte della Francia Media in mano a Lotario I e più specificatamente dall'846 della Marca del Friuli, in mano al marchese Eberardo a cui succedettero prima il figlio Urnico e poi l'altro figlio Berengario; anche dopo i trattati di Prüm e Meerssen rimase nel Regnum Italicum.
Cessato il dominio franco con la deposizione di Carlo il Grosso, Berengario, divenuto re d'Italia, passò nel 888 il margraviato aquileiese al suo vassallo Vilfredo; nel 895 Berengario nominò Grimoaldo marchese del Friuli e dell'Istria.

Nel 924, morto Berengario, per limitare la potenza dei magravi del Friuli, Ugo di Provenza staccò l'Istria dal marchesato aquileiese e vi pose il marchese Wintero.
Nel 952, alla dieta convocata ad Augusta, Ottone I di Sassonia, obbligò il re d'Italia Berengario II a rinunciare alle contee "Friuli et Istria", cha assieme formavano la marca d'Aquileia, le riunì all'Impero romano-germanico e le subordinò, assieme alla contea di Verona, al Ducato di Baviera tenuto dal suo fratellastro Enrico I; nel 976 passò al Ducato di Carinzia appena costituito dall'imperatore Ottone II.
Nel 1077 passò al Principato ecclesiastico di Aquileia e poi ai Conti di Gorizia, in quanto advocati del patriarca, che acquisirono gradualmente una larga parte di tali territori, frazionati in feudi minori fra i loro ministeriali, i veri e propri strumenti di governo comitale sul Carso e la vicina Istria.
I Veneziani occuparono il paese alla fine del tredicesimo secolo, ma per breve tempo, dato che le truppe Goriziano-Aquileiesi li scacciarono poco dopo. Enrico VI, Conte di Gorizia, lo diede così in pegno a Martin Raunach. 
Nel 1500 passò alla Casa d’Asburgo; dal 1512 la Contea di Gorizia entrò nel quindi nel Circolo austriaco del Sacro Romano Impero, per poi far parte, dal 1754, della Contea di Gorizia e Gradisca, come centro dell'omonima Signoria.
Poi nel sedicesimo secolo passò ai Petazzi.
Con il trattato di Schönbrunn (1809) entrò a far parte delle Province Illiriche.
Col Congresso di Vienna nel 1815 rientrò in mano austriaca nel Regno d'Illiria; passò in seguito sotto il profilo amministrativo al Litorale austriaco nel 1849.
Dopo la prima guerra mondiale passò, come tutta la Venezia Giulia, al Regno d'Italia come frazione del comune di Naclo nel Distretto di Sesana della ripartizione Gorizia e Gradisca.